# Sigma Octantis
Sigma Octantis, cũng được viết là σ Octantis, viết tắt là Sigma Oct hoặc σ Oct, là một ngôi sao trong chòm sao Nam Cực. Ngôi sao này tạo thành sao cực của Nam Bán cầu. Với tên chính thức là Polaris Australis (/poʊˈlɛərɪs ɔːˈstreɪlɪs/), Sigma Octantis nằm cách thiên cực nam của Nam Bán cầu hơn 1 độ một chút, nằm ở hướng gần như đối diện với Polaris trên thiên cầu.
Cách Trái Đất 294 năm ánh sáng, Sigma Octantis được phân loại là một sao gần mức khổng lồ loại F0 IV (đôi khi được phân loại là F0 III). Sigma Octantis có cấp sao biểu kiến là 5,47, nhưng hơi biến quang và được phân loại là sao biến quang Delta Scuti. Đây là ngôi sao mờ nhất được thể hiện trên quốc kỳ của bất cứ quốc gia nào có biểu trưng ngôi sao (Sigma Octantis được thể hiện trên quốc kỳ của Brasil).

## Danh pháp

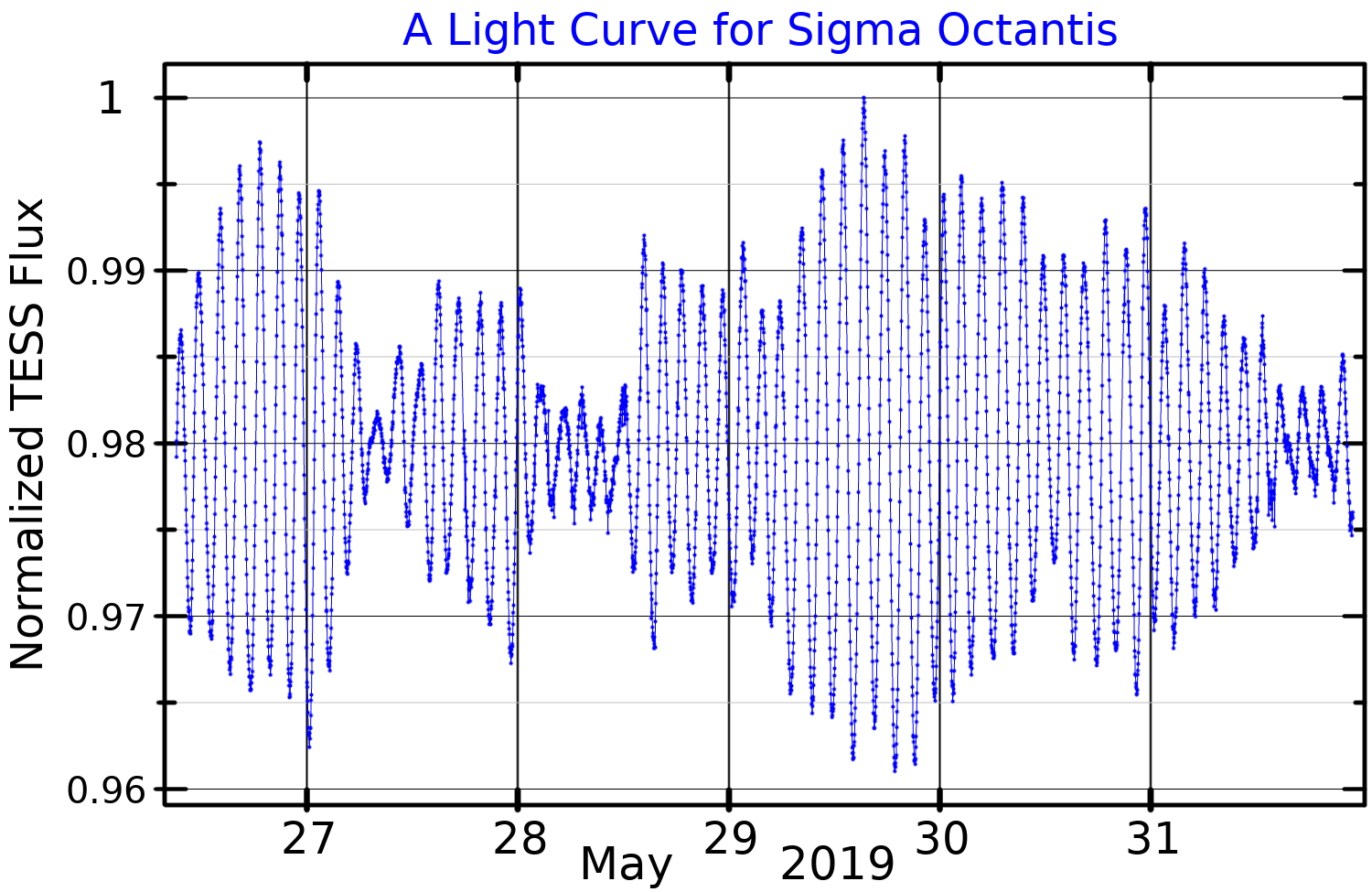
Biểu đồ cường độ sáng (light curve) của Sigma Octantis, được vẽ từ dữ liệu của TESS.

σ Octantis (được Latinh hóa tên gọi thành Sigma Octantis) là tên gọi của ngôi sao này theo định danh Bayer.
Là sao cực của Nam Bán cầu, tên Polaris Australis của ngôi sao này được áp dụng lần đầu tiên vào những năm 1700. Năm 2016, Liên đoàn Thiên văn Quốc tế (IAU) đã thành lập Working Group on Star Names (WGSN) để lập danh mục và tiêu chuẩn hóa tên riêng cho các ngôi sao. WGSN đã phê duyệt tên Polaris Australis cho ngôi sao này vào ngày 5 tháng 9 năm 2017 và hiện đã được đưa vào Danh sách tên sao được IAU phê duyệt (List of IAU-approved Star Names).

## Đặc điểm
Với quang phổ F0 IV (đôi khi được phân loại là F0 III), Sigma Octantis dường như là một sao gần mức khổng lồ. Các mô hình tiến hóa cho rằng nó đang ở giai đoạn cuối của dãy chính với độ tuổi khoảng 900 triệu năm. Sigma Octantis đã giãn nở phần nào với bán kính bằng 4,4 bán kính Mặt Trời và phát ra lượng bức xạ điện từ gấp 44 lần Mặt Trời từ quang cầu của nó ở nhiệt độ hiệu dụng là 7.415 ± 252 K.
Sigma Octantis là một sao biến quang Delta Scuti, cấp sao của nó thay đổi khoảng 0,03 cứ sau 2,33 giờ. Sigma Octantis được cho là chỉ biến động (pulsate) ở chế độ bình thường (fundamental mode).
Sigma Octantis không có sao đồng hành nào được phát hiện.

## Sao Nam Cực
Sigma Octantis là sao Nam Cực ở thời điểm hiện tại, cũng như Polaris là sao Bắc Cực ở thời điểm hiện tại. Đường di chuyển quanh thiên cực của Sigma Octantis là nhỏ hơn so với đường di chuyển của các ngôi sao ở xa thiên cực hơn. Sao càng gần thiên cực thì đường di chuyển quanh thiên cực của sao đó càng nhỏ, do đó đối với người quan sát ở Nam Bán cầu, Sigma Octantis gần như bất động và tất cả các ngôi sao khác trên bầu trời bán cầu nam dường như đều quay xung quanh nó.
Là một phần của "một nửa hình lục giác" nhỏ (small "half hexagon"), Sigma Octantis cách thiên cực nam hơn 1 độ một chút và thiên cực nam đang di chuyển ra xa nó do tiến động của điểm phân.

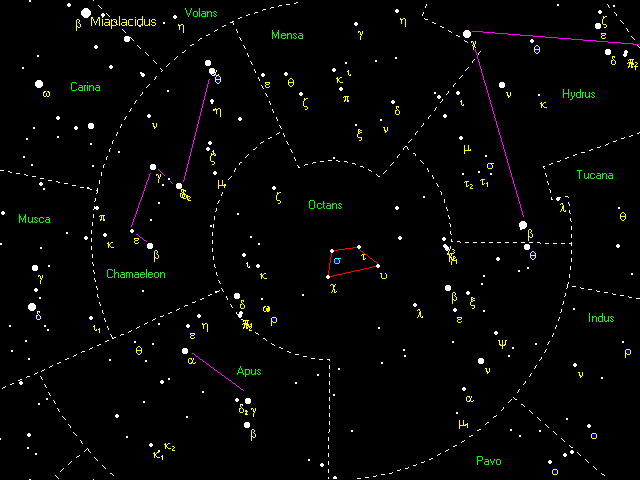
Thiên cực nam. Khoảnh sao hình thang ở trung tâm bao gồm Sigma Octantis.

Với cấp sao biểu kiến là +5,47, Sigma Octantis hầu như không thể nhìn thấy bằng mắt thường, khiến nó không thể được sử dụng để định hướng, đặc biệt là khi so sánh với Polaris sáng hơn và dễ phát hiện hơn nhiều. Vì vậy, chòm sao Nam Thập Tự thường được ưu tiên sử dụng để xác định vị trí của thiên cực nam. Khi vị trí gần đúng của Sigma Octantis đã được xác định, bằng cách xác định các ngôi sao chính trong chòm sao Nam Cực hoặc sử dụng phương pháp Southern Cross, nó có thể được xác định chắc chắn bằng cách sử dụng khoảnh sao: Sigma, Chi, Tau, và Upsilon Octantis đều là các ngôi sao có cấp sao khoảng 5,6 và tạo thành hình thang đặc biệt.

## Trong đo đạc thiên văn
Sigma Octantis được sử dụng làm tham chiếu để đo cấp sao của các ngôi sao ở Nam Bán cầu trong danh mục 1908 Revised Harvard Photometry. Sao Bắc Cực và Lambda Ursae Minoris được sử dụng cho các ngôi sao ở Bắc Bán cầu.

## Trong văn hóa
Sigma Octantis là ngôi sao mờ nhất được thể hiện trên quốc kỳ của một quốc gia. Nó xuất hiện trên quốc kỳ của Brasil, tượng trưng cho quận liên bang Brasil.